# Charles Gmelin
Charles Henry Stuart Gmelin (28. maj 1872 i Bengal i Indien – 12. oktober 1950 i Oxford) var en britisk atlet som deltog i de første moderne olympiske lege 1896 i Athen.
Gmelin kom på en tredjeplads på 400 meter under OL 1896 i Athen, bagefter amerikanerne Thomas Burke og Herbert Jamison.
Han deltog også i 100-meter-løb men klarede ikke at kvalificere sig til finalen.